# Aria Air
Aria Air (persisch هواپیمایی آریا) ist eine iranische Fluggesellschaft mit Sitz in Teheran und Basis auf dem Flughafen Teheran-Mehrabad.

## Geschichte
Aria Air wurde im Jahr 2000 als Aria Air Tour durch die Flugkapitäne Asghar Abdollahpour und Mehdi Dadpei gegründet und nahm zur selben Zeit ihren Betrieb auf. Zwei Tage nach dem Unfall des Aria-Air-Flugs 1525 am 24. Juli 2009 wurde der Gesellschaft die Lizenz durch die iranische Flugsicherheitsbehörde bis zur vollständigen Aufklärung des Unfalls entzogen, jedoch seither wieder aufgenommen.
Im Juli 2014 konnten die beiden Fokker 50 aufgrund eines Erlasses der Regierung wegen deren Alter ab Juli 2014 nicht mehr eingesetzt werden.

## Flugziele
Aria Air bedient sowohl nationale Ziele innerhalb des Iran als auch internationale Verbindungen.

## Flotte

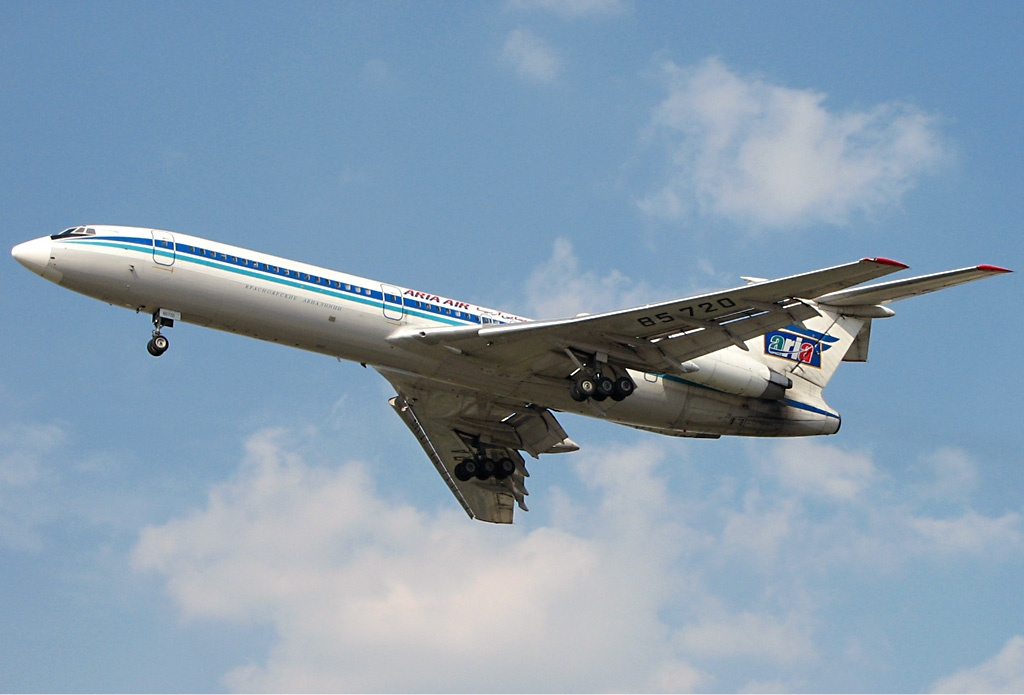
Tupolew Tu-154M der Aria Air

Mit Stand April 2018 besitzt Aria Air keine Flugzeuge.
In der Vergangenheit betrieb Aria Air unter anderem:
- Fokker 50
- Iljuschin Il-62M
- Tupolew Tu-154M

## Zwischenfälle

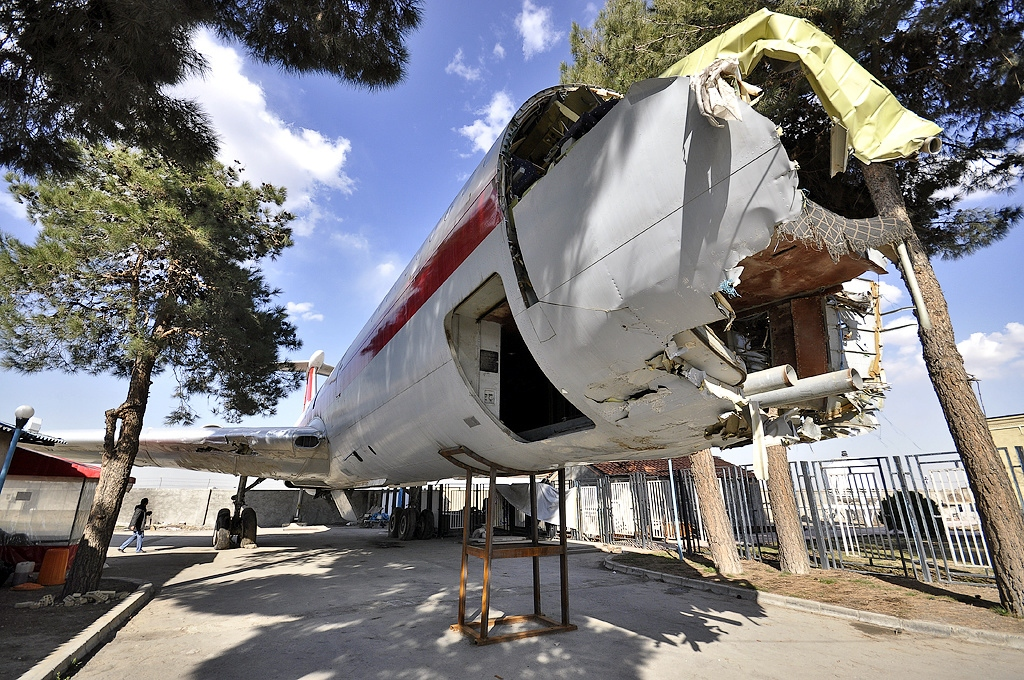
Die zerstörte Iljuschin Il-62

- Am 13. November 2000 wurde eine Jakowlew der Aria Air auf dem Flug von Ahvaz nach Bandar Abbas entführt. Das Flugzeug wurde zur Befreiung der Passagiere von der Revolutionsgarde gestürmt, ein Besatzungsmitglied und zwei Revolutionsgardisten wurden hierbei verletzt. Es gab keine Toten.[5]
- Am 24. Juli 2009 um 18:10 Uhr wurde auf dem Flughafen Maschhad bei der Landung von Aria-Air-Flug 1525 eine im Jahr 1989 gebaute, aber wenig geflogene Iljuschin Il-62 mit dem Luftfahrzeugkennzeichen UP-16208 der DETA Air zerstört, die den Flug für Aria Air durchführte. Dabei kamen 17 Personen einschließlich CEO Mehdi Dadpei, dessen Sohn und 13 Besatzungsmitglieder ums Leben; weitere 19 wurden verletzt.[6][7] Ursache war, dass der Pilot die Maschine relativ spät und zu schnell (mit 317 km/h statt der zulässigen 250 km/h) auf der 3800 Meter langen Landebahn 13L aufgesetzt hatte. Dadurch überrollte die Maschine das Ende der Landebahn und prallte etwa 1000 Meter später gegen einen Erdwall, wobei die vordere Rumpfsektion zerstört wurde. Die Maschine war erst im Mai 2009 an die Fluggesellschaft verleast worden und hatte früher zum Bestand der Interflug (Luftfahrzeugkennzeichen DDR-SEY) gehört (siehe auch Aria-Air-Flug 1525).[8]